# Путник (филм из 2018)
Путник (енгл. The Commuter) је амерички акциони трилер филм из 2018. године у режији Жаумеа Колета Сера. Сценарио потписују Бајрон Вилинџер, Филип де Блази и Рајан Енгл из приче Вилинџера и де Блазија, док су продуценти филма Ендру Рона и Алекс Хајнемен.  Музику је компоновао Роке Бањос.
Насловну улогу тумачи Лијам Нисон као продавац осигурања Мајкл Мекоули, док су у осталим улогама Вира Фармига, Патрик Вилсон, Џонатан Бенкс и Сем Нил. Светска премијера филма је била одржана 12. јануара 2018. у Сједињеним Америчким Државама. Филм такође представља четврту сарадњу између Лијама Нисона и Жаумеа Колета Сера након филмова Безимени из 2011, Нон-стоп из 2014. и Ноћна потера из 2015.
Буџет филма је износио између 40 000 000 долара, а зарада од филма је 119 900 000 долара.

## Радња
Мајкл Мекоули (Лијам Нисон) је породични човек и продавац осигурања који свакодневно с посла кући путује возом. Једног послеподнева његову сигурну рутину прекида мистериозна незнанка (Вира Фармига), која га обасипа интригантним личним питањима. Мајкл се сусреће с понудом коју не може да одбије па бива присиљен да идентификује скривеног путника, уљеза на свом возу, пре последњег заустављања. 
У бици с временом он покушава да разреши наметнуту загонетку. Ускоро схвата да је несвесно намамљен у криминалну заверу и да потпомаже смртоносни план који почиње да се одвија пред његовим очима. У Мајкловим рукама је судбина његове породице и свих путника у возу, а у питању је игра живота и смрти.

## Улоге
| Глумац        | Улога          |
| ------------- | -------------- |
| Лијам Нисон   | Мајкл Мекоули  |
| Вира Фармига  | Џоана          |
| Патрик Вилсон | Алекс Марфи    |
| Џонатан Бенкс | Волт           |
| Сем Нил       | Дејвид Хауторн |